# متیو دایمند
متیو دایمند (انگلیسی: Matthew Diamond؛ زادهٔ ۲۶ نوامبر ۱۹۵۱) کارگردان فیلم و تلویزیون، تهیه‌کننده و طراح رقص اهل ایالات متحده آمریکا است. وی از سال ۱۹۷۷ میلادی تاکنون مشغول فعالیت بوده‌است.
او فیلم‌های بسیاری، از جمله کدبانوهای وامانده، دختران گیلمور و دختران زرین را کارگردانی کرده‌است.